# Спільнота (телесеріал)
«Спільно́та» (англ. «Community») — американський телесеріал створений Деном Гармоном, що розповідає про студентів муніципального коледжу «Ґріндейл» в штаті Колорадо. Прем'єра відбулася в ефірі телеканалу NBC 17 вересня 2009 року. Гумор серіалу побудований на висміюванні та пародіюванні низькосортної американської попкультури, орієнтований здебільшого на інтернет-покоління сучасності і часто посилається на культові фільми. Нерідко сценаристи вдаються до прийому мета-гумору, сарказму і т. д.
Оригінальний стиль серіалу знайшов величезну кількість фанатів та отримав визнання критиків. Тримався в рейтингах найкращих телешоу за версією різних медіа-ресурсів з 2010 по 2012 рік. Після закінчення 5 сезонів у березні 2014 року, зйомки серіалу телеканалом NBC офіційно припинені, але відновлені на 6-й сезон потоковим сервісом Yahoo. У вересні 2022 року, після кількох років розробки, було анонсовано повнометражний фільм «Спільнота» для потокового сервісу NBC Peacock.

## Сюжет
Самовпевнений і зверхній юрист Джеф Вінґер, що був позбавлений адвокатської ліцензії за підробку свого диплому, змушений вступати до муніципального коледжу «Ґріндейл» та отримати вищу освіту законним шляхом. Джефа відразу приваблює його однокурсниця, стійка у своїх поглядах анархістка Брітта Перрі, і щоб знайти підхід до непідступної дівчини і провести з нею час, той вдає із себе репетитора з іспанської мови і пропонує безкоштовні заняття.
Але його плани повністю руйнуються, коли на першу зустріч вона приводить із собою інших одногрупників: невиправного ґіка Абеда Надіра, який настільки занурений у віртуальний світ, що взагалі непристосований до життя з реальними людьми; набожну мати-одиначку Шерлі Беннетт, яка прагне утвердитися як успішна жінка після того, як її зрадив чоловік; наївну відмінницю Енні Едісон, чиї психічні розлади та синдром шкільної невдахи не дають їй повністю розкритися як особистості; колишню зірку футболу і короля шкільного випускного балу Троя Барнса, який крім колишній досягнень нічим іншим похвалитися не може, та мільйонера Пірса Готорна, старого сексиста, расиста та гомофоба, який після дюжини невдалих шлюбів уважає, що розбирається у житті краще за всіх. Незважаючи на розбіжності та повну протилежність характерів, студенти швидко стають друзями. Джеф на правах лідера іменує їх «спільнотою» (звідси і оригінальна назва серіалу — «community») та закликає змінити свої недоліки на користь інших.
Із семестру в семестр і без того непродуктивне навчання студентів постійно переривається витівками то ексцентричного декана Крейґа Пелтона, який намагається підняти рейтинг свого коледжу хоч до рівня старшої школи, то психічно неврівноваженого вчителя (пізніше однокурсника) Бена Ченґа.

## У ролях

### Головні ролі

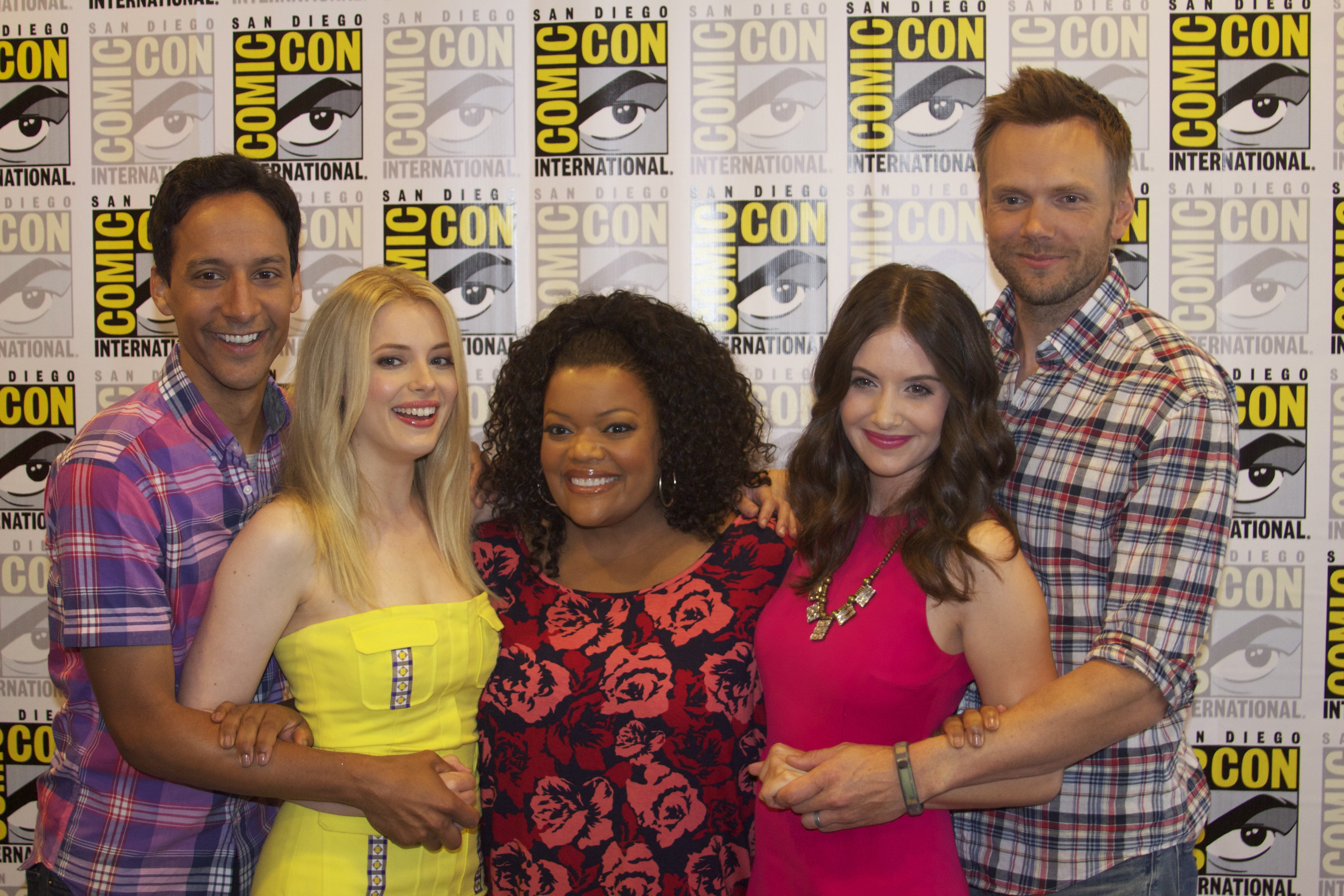
Акторський склад серіалу «Спільнота»: Денні Пуді, Ґілліан Джейкобс, Іветт Ніколь Браун, Елісон Брі і Джоель Макгейл

| Актор              | Роль                                                     |
| ------------------ | -------------------------------------------------------- |
| Джоель Макгейл     | Джеф Вінґер                                              |
| Ґілліан Джейкобс   | Брітта Перрі                                             |
| Денні Пуді         | Абед Надір                                               |
| Іветт Ніколь Браун | Шерлі Беннетт (1-5 сезони постійно; 6 періодично)        |
| Елісон Брі         | Енні Едісон                                              |
| Дональд Гловер     | Трой Барнс (1-4 сезони постійно; 5 періодично)           |
| Джим Раш           | Декан Крейґ Пелтон (1-2 сезони періодично; 3-6 постійно) |
| Кен Джонг          | Бен Ченґ                                                 |
| Чеві Чейз          | Пірс Готорн (1-4 сезони; 5 за запрошенням)               |

### Важливі періодичні ролі
| Актор                  | Роль                                          |
| ---------------------- | --------------------------------------------- |
| Річард Ердман          | Леонард Бріґґз-Родріґез                       |
| Ерік Чарльз Нільсен    | Ґарет Ламберт                                 |
| Ерік Крістіан Олсен    | Вон Міллер (1 сезон)                          |
| Лорен Стаміле          | Професор Мішель Слейтер (1 сезон)             |
| Діно Стаматопулос      | Алекс «Зіркуватий» Осборн (всі сезони крім 4) |
| Крейґ Каковський       | Офіцер Каковський (1-3 і 6 сезони)            |
| Джон Олівер            | Професор Іан Данкан (1, 2 і 5 сезони)         |
| Джері Майнор           | Джері (1-5 сезони)                            |
| Ґреґ Кромер            | Річ Стівенсон (1-2 сезони)                    |
| Бетті Вайт             | Професор Джун Бауер (2 сезон)                 |
| Чарлі Кунц             | Гладкий Ніл (2-6 сезони)                      |
| Данієль Капловіц       | Вікі (2-6 сезони)                             |
| Люк Янґблад            | Магнітуда (2-6 сезони)                        |
| Бреді Новак            | Річі Каунті (2-6 сезони)                      |
| Роб Кордрі             | Алан Коннор (2-3 і 5 сезони)                  |
| Кевін Корріґан         | Професор Шон Ґеріті (2 і 5 сезони)            |
| Марсі Маккаскер        | Кендра (2-4 сезони)                           |
| Джордан Блек           | Декан Стівен Спрек (2-4 сезони)               |
| Малкольм Джамал-Уорнер | Андре Беннетт (2-3 сезони)                    |
| Джон Гудмен            | Віце-декан Роберт Лейборн (3 сезон)           |
| Майкл К. Вільямс       | Професор Маршал Кейн (3 сезон)                |
| Ларрі Седар            | Корнеліус Готорн (3 сезон)                    |
| Джеремі Скотт Джонсон  | Карл Бладт (3-6 сезони)                       |
| Девід Негер            | Тодд Джекобсон (3-4 і 6 сезони)               |
| Джанкарло Еспозіто     | Ґілберт Лоусон (3-4 сезони)                   |
| Жан-Поль Ману          | Двійник декана Пелтона (3-4 сезони)           |
| Малкольм Макдавелл     | Професор Ноель Корнволіс (4 сезон)            |
| Брі Ларсон             | Рейчел (4-5 сезони)                           |
| Джонатан Бенкс         | Базз Гікі (5 сезон)                           |
| Дарсан Соломон         | Дейв (5-6 сезони)                             |
| Пейджет Брюстер        | Франческа «Френкі» Дарт (6 сезон)             |
| Кіт Девід              | Елрой Паташник (6 сезон)                      |

## Епізоди
Прем'єра першого епізоду відбулася 17 вересня 2009 року. Після вдалого старту, починаючи з четвертого епізоду, серіал був перенесений на вечірній прайм-тайм телеканалу NBC, а в жовтні 2009 року було заявлено, що планується відзняти 22 повних серії. Тривалість серії — 20-21 хв.

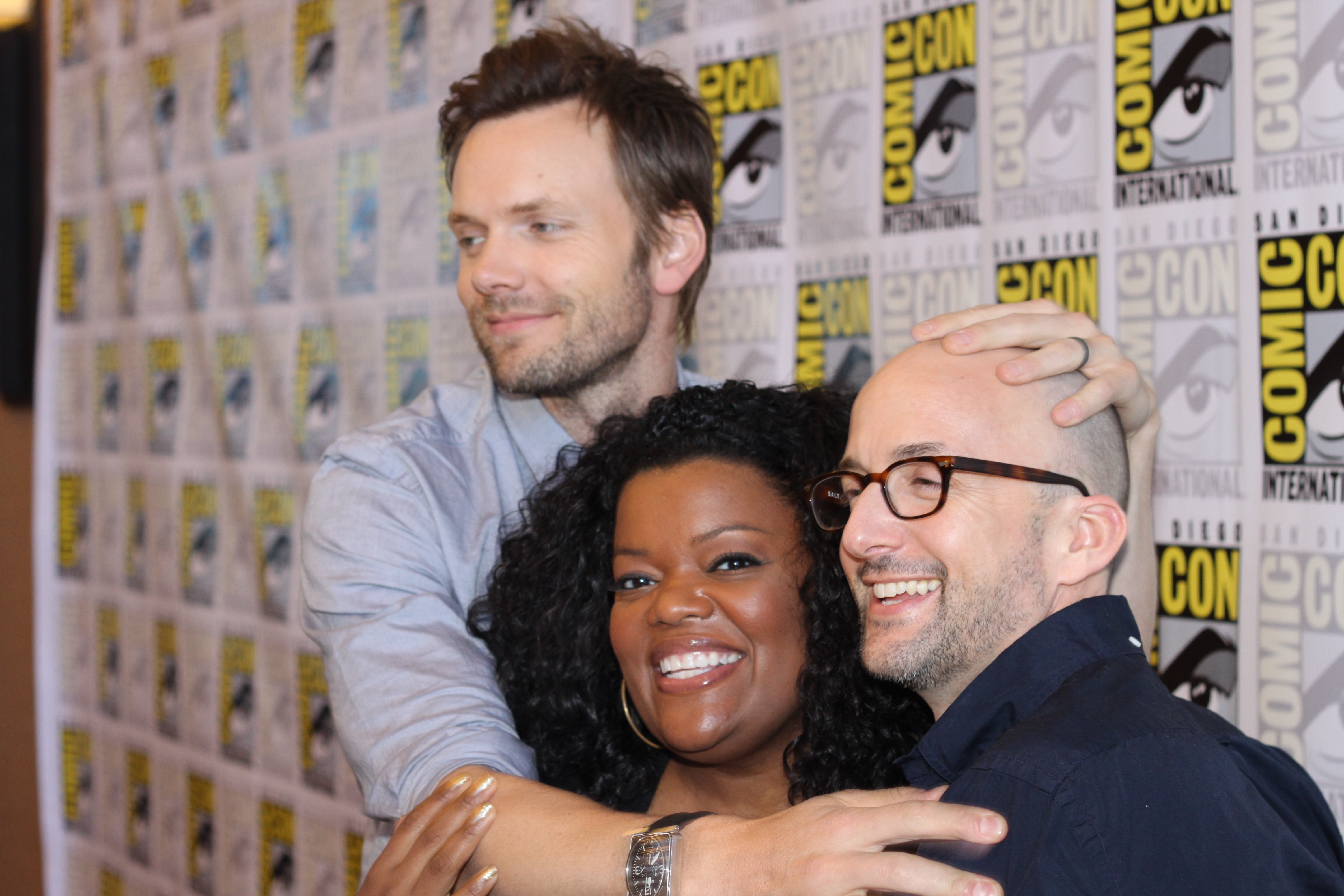
Джеф, Ширлі та декан Пелтон

В січні 2010 року компанією NBC було прийнято рішення замовити у «Sony Pictures Television» ще три епізоди, таким чином завершивши перший сезон 25 серіями. 5 березня 2010 року було оголошено про зйомки другого сезону серіалу, прем'єра якого відбулася 23 вересня того ж року. 17 березня 2011 року «Спільноту» було продовжено на третій сезон. 10 березня 2012 року взято старт зйомок четвертого сезону, який складався лише з 13 епізодів. 10 березня 2013 року серіал продовжено на п'ятий сезон, який мав стати останнім. Але 30 червня 2014 року було заявлено, що серіал повернеться в ефір у складі 13 епізодів, але вже на Yahoo!Screen.

### Вебепізоди
Крім основних телевізійних випусків, компанія NBC випустила декілька вебепізодів, які знайомлять телеглядачів з повсякденним життям декана Крейґа, відпочинком «спільноти» під час семестрових канікул, або ж просто є саморобними фільмами Абеда, де він копіює життя своїх друзів. Ці епізоди є в вільному доступі на сайті муніципального коледжу «Ґріндейл».
2 березня 2012 року було оголошено про випуск трьох вебепізодів з ексклюзивним доступом на сайті Hulu (в Україні, на жаль, недоступний). Ці епізоди створені Дейвом Сіґером і Томом Кацффманом. По сюжету, Абед стає помічником декана Пелтона і той дає йому університетський ключ від «Ґріндейла».

## Виробництво

### Кастинг
Ден Гармон одразу наголосив на важливості вдалого акторського складу серіалу як запоруці продуктивної роботи. Як сказав він сам у інтерв'ю: «Акторський склад — це 95 % тієї сили, яка триматиме мій серіал». Постало питання запросити в проект лише майстрів комедійного жанру, або тих, хто легко міг таким стати. Актор Чеві Чейз завжди був улюбленцем Гармона. Саме Чейз надихнув Гармона на створення персонажа Пірса. З його присутністю будь-який проект міг лише виграти. Єдине, що гальмувало процес переговорів, — це вагання самого Чейза. Він не міг уявити себе у жанрі ситкому, режим роботи якого його не влаштовував. Але з часом якісні сценарії епізодів його підкупили, і він погодився.
Джоел Макхейл, відомий своїм щотижневим сатиричним шоу «The Soup» на каналі «Е!», теж подобався Гармону. Він казав, що «репліки Дена — це щось, що на голову вище всього, що він коли-небудь читав у своєму житті». Макхейл був обраний ще й зі стратегічної точки зору — зовні привабливий актор, якого б морально непривабливого персонажа не грав, ніколи не викличе неприязні у телеглядачів. На роль Енні Гармон шукав щось у стилі персонажа Трейсі Флік, яку зіграла Різ Візерспун у фільмі «Вискочка», але ніхто не підходив. Взамін він затвердив на роль Елісон Брі, відомою за серіалом «Божевільні».

### Розробка

Емблема серіалу

Гармон стверджує, що «Спільнота» заснована на реальному життєвому досвіді. Намагаючись зберегти стосунки з дівчиною він вступив в Glendale Community College неподалік Лос-Анджелесу, де вони разом повинні були вивчати іспанську. Гармон був захоплений навчальною групою і, попри початковим бажанням, зблизився з людьми, з якими у нього мало що було спільного. Саме з такою передісторією був створений сценарій, де головний герой був прототипом самого Гармона — егоцентричний і багато у чому незалежний, він не усвідомлював, наскільки важливі відносини з іншими людьми. Що стосується творчого процесу, то сценарій створювався під фільм, а не ситком.

### Сценарій
В кожному сезоні серіалу є декілька тематичних серій, в яких так чи інакше використовуються всі відомі телевізійні кліше та засоби створення сюжету (якими б банальними вони іноді не здавалися), чим самим висміюють цілий пласт американської культури, що навіть не претендує на оригінальність і давно функціонує заради вигоди. Часто сюжет таких серій балансує на грані абсурду, продовжуючи дотримуватися головної ідеї серії.

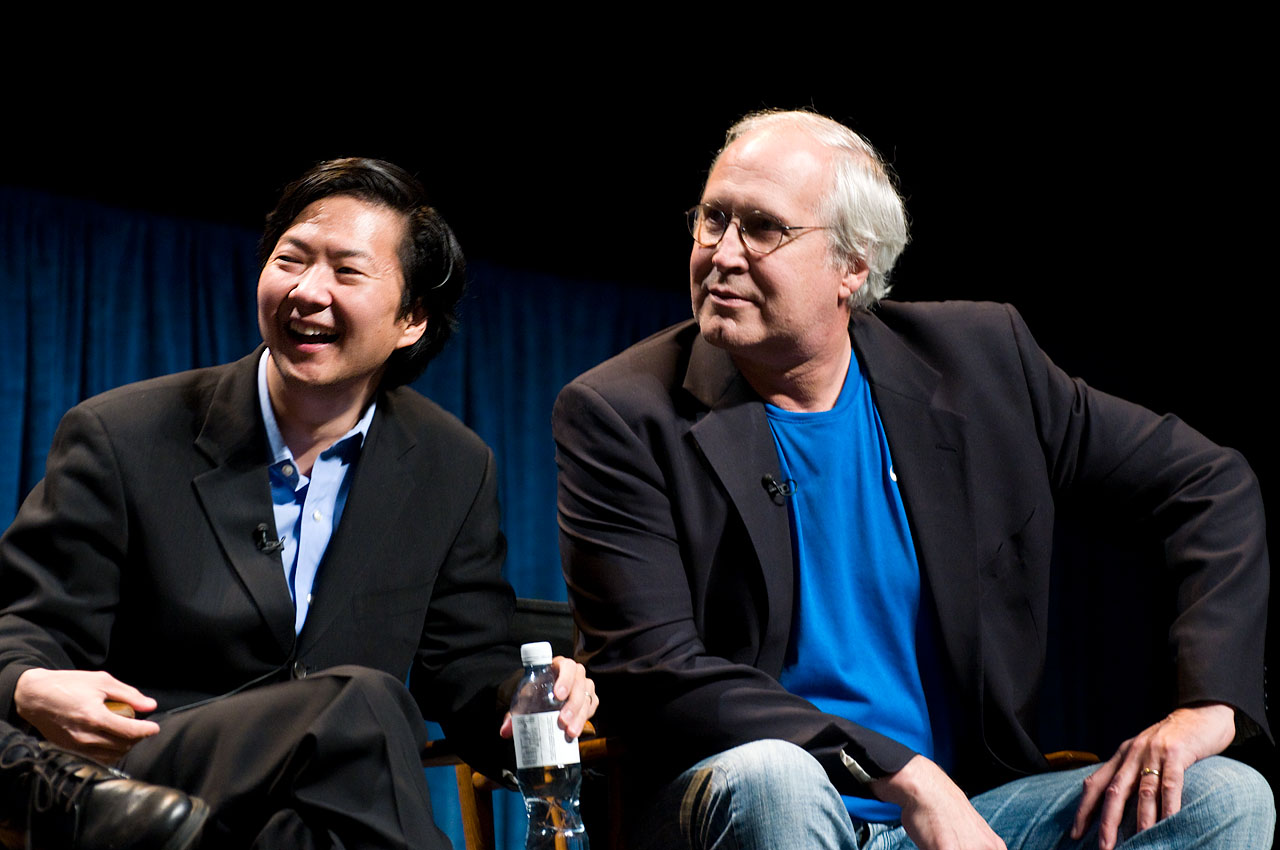
Кен Джонґ та Чеві Чейз

### Зйомки
Крім кількох зовнішніх зйомок відзнятих на території муніципального коледжу в Лос-Анджелесі, серіал повністю відзнятий в павільйонах «Paramount Studious» у Голлівуді, штат Каліфорнія. Часті імпровізації на знімальному майданчику часто ставали приводом змінити цілі репліки в готовому сценарії. Про Чеві Чейза Гармон казав, що той володіє даром «різко і оригінально змінити хід цілої сцени своєю випадковою фразою». Він також відмітив і Джоела Макхейла з Дональдом Ґловером, які грають Джефа і Троя, як вправних імпровізаторів.

## Критика

##### Критика
Перший сезон шоу отримав переважно позитивні відгуки, отримавши 69 балів зі 100 на основі рецензій 23 критиків за версією Metacritic. Зокрема, Девід Бушман, куратор музею телебачення та радіо «Paley Center for Media» назвав «Спільноту» найкращим новим шоу осіннього сезону.

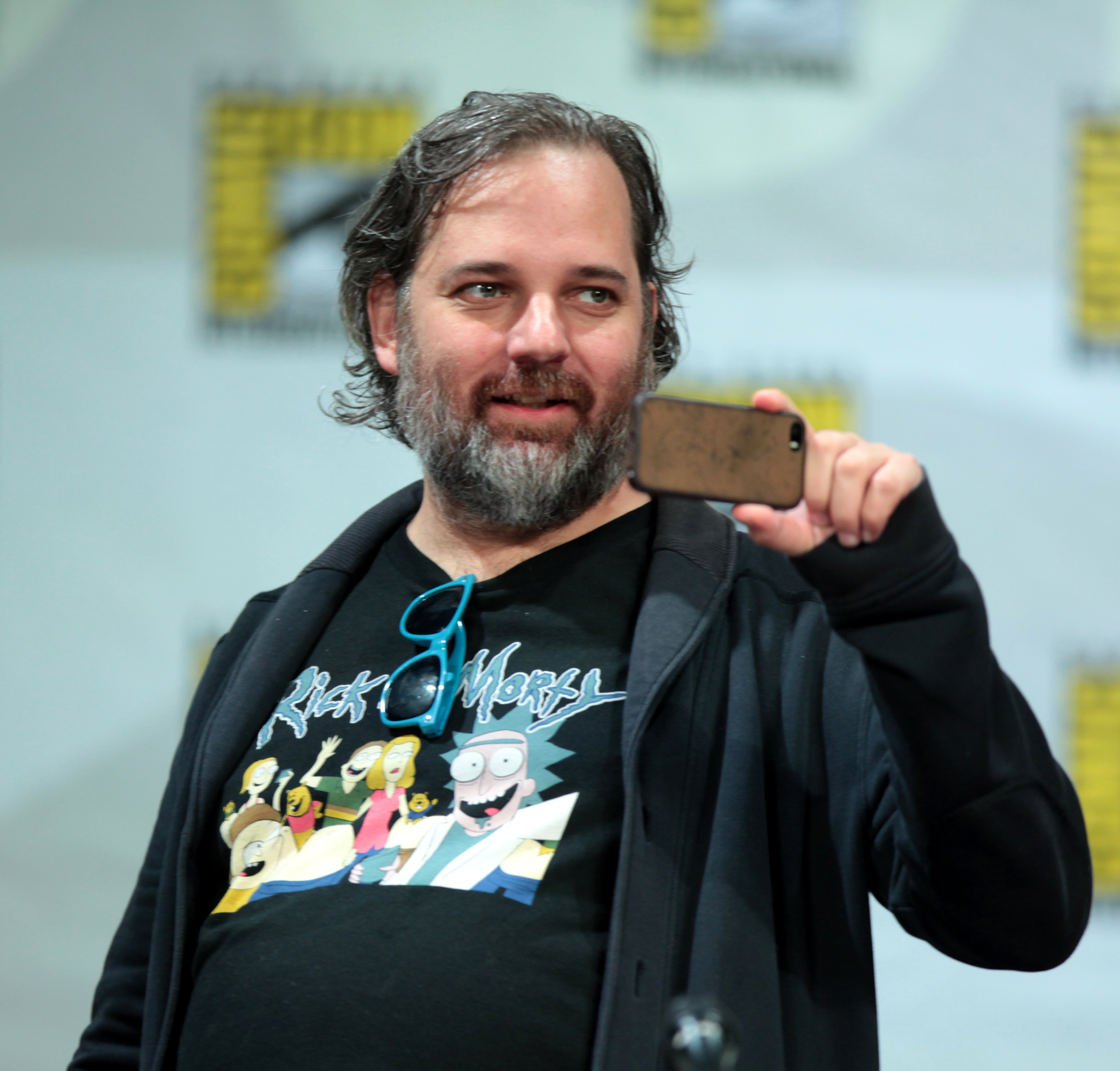
Ден Гармон, автор серіалу

Другий сезон отримав високе визнання критиків, отримавши 88 балів із 100 на основі чотирьох критиків на Metacritic. Емілі Нусбаум («New York Magazine») і Хізер Хаврілескі (Salon.com) оцінили «Спільноту» як найкраще шоу 2010 року, а в рейтингу «25 найкращих телевізійних серіалів 2010» за версією « The A.V. Club» серіал зайняв друге місце.
Прохання продовжити шоу розтягнули його до третього сезону, який отримав 81 бал з 100 за версією того ж Metacritic. А за версією користувачів Metacritic «Спільнота» отримала 3,478 балів в номінації «Найкраще телевізійне шоу 2011 року».
У 2012 році Entertainment Weekly помістив серіал на 15 сходинку в рейтингу «25 найкращих культових телешоу за останні 25 років».
Про четвертий сезон критики в цілому відгукувалися позитивно, але з меншим ентузіазмом, ніж це було з попередніми трьома сезонами. Серіал отримав 69 балів зі 100 на основі 17 рецензій на Metacritic.
П'ятий сезон отримав хороші відгуки критиків — 80/100 на основі 15 відгуків на Metacritic. Багато критиків назвали повернення творця серіалу Дена Гармона, який протягом чотирьох сезонів лише керував процесом написання, а потім кардинально почав міняти концепцію серіалу, як нову віху в житті проекту. Верн Гей з «Newsday» сказав, що «вдале перезавантаження серіалу, на яке ніхто, можливо, і не сподівався».

##### Нагороди і номінації
У 2009 році серіал був номінований як найкраще улюблене телешоу на 36-й церемонії «People's Choice Awards».
У 2010 році на 41-ому «NAACP Image Awards», Джастін Лін отримав номінацію за найкращу режисуру комедійного серіалу. У тому ж році за версією журналу «Entertainment Weekly» серіал було номіновано як найкращий телесеріал року, Джоела Макхейла як найкращого головного комедійного героя, а Денні Пуді як найкращого комедійного актора другого плану.
У 2011 році Бетті Вайт (за епізодичну роль викладача антропології) була номінована як «Favorite TV Guest Star» на 37-й церемонії «People's Choice Awards». Серіал отримав номінацію за найкращу режисуру комедійного серіалу на «Comedy Awards». За версією першої «Critics' Choice Television Awards» серіал було номіновано за найкращий комедійний серіал, в той час як Джоел Макхейл і Денні Пуді були номіновані за найкращу чоловічу роль і найкращу чоловічу роль другого плану в комедійному серіалівідповідно.
У 2012 році «Спільнота» була номінована на Primetime Emmy Award за найкращий сценарій для комедійного серіалу за епізод «Remedial Chaos Theory» («Теорія Хаосу»), написана Крісом Маккенна.
На другій «Critics' Choice Television Awards» серіал «Спільнота» отримав найбільше номінацій і виграв найкращий комедійний серіал. Джоель Макхейл був номінований як найкращий актор комедійного серіалу, Джим Раш і Денні Пуди були номіновані як найкращі актори другого плану в комедійному серіалі, а Елісон Брі і Джилліан Джейкобс були номіновані як найкращі актриси другого плану в комедійному серіалі. «Спільнота» також була номінована на «TCA Award» за видатні досягнення в комедії у 2012 році.

##### Рейтинги
Прем'єра серіалу відбулася о 21:30 17 вересня 2009 року, пілотний епізод зібрав перед телеекранами глядацьку аудиторію в 7.6 млн чол. Серед аудиторії з віковим діапазоном 18-49, серіал отримав рейтинг 3.7. Таким чином, «Спільнота» перейняв 93 % глядацької аудиторії серіалу «Офіс», який раніше транслювався у цей час.
Нижче подано таблицю, де місце кожного окремо взятого сезону «Спільноти» визначене на підставі середнього значення кількості його глядачів.
| Сезон | Епізоди | Прем'єра | Прем'єра      | Фінал    | Фінал         | Телесезон | Місце   | Глядачі (млн) |
| Сезон | Епізоди | Дата     | Глядачі (млн) | Дата     | Глядачі (млн) | Телесезон | Місце   | Глядачі (млн) |
| ----- | ------- | -------- | ------------- | -------- | ------------- | --------- | ------- | ------------- |
| 1     | 25      | 17.09.09 | 7,89          | 20.05.10 | 4,41          | 2009-10   | 90/140  | 5,00          |
| 2     | 24      | 23.09.10 | 5,01          | 12.05.11 | 3,32          | 2010-11   | 138/268 | 4,44          |
| 3     | 22      | 22.09.11 | 3,93          | 17.05.12 | 2,48          | 2011-12   | 144/195 | 4,03          |
| 4     | 13      | 7.20.13  | 3,88          | 9.05.13  | 3,08          | 2012-13   | 133/187 | 3,58          |
| 5     | 13      | 2.01.14  | 3,49          | 17.04.14 | 2,87          | 2013-14   | 96/149  | 3,00          |

## Медіа

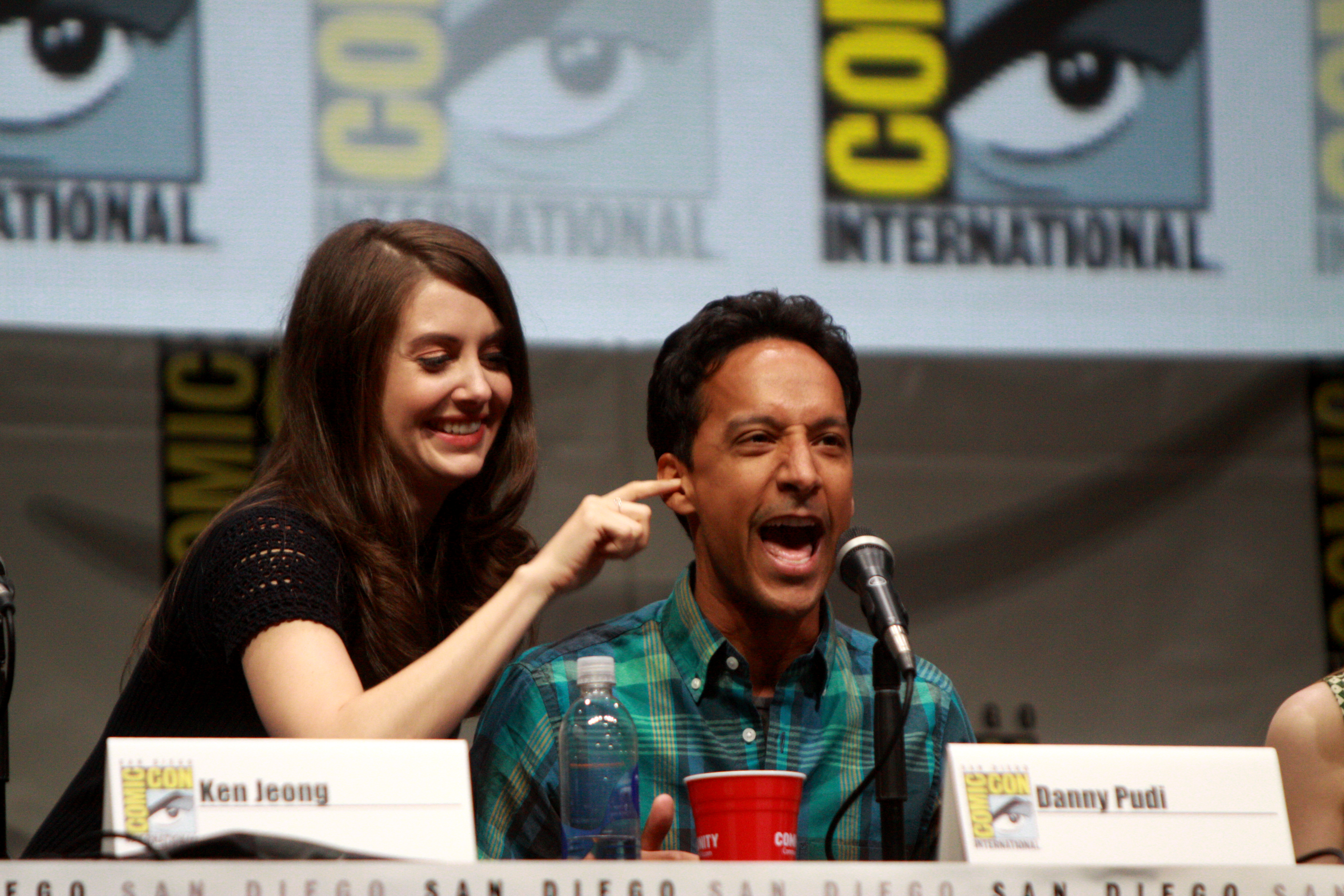
Елісон Брі та Денні Пуді

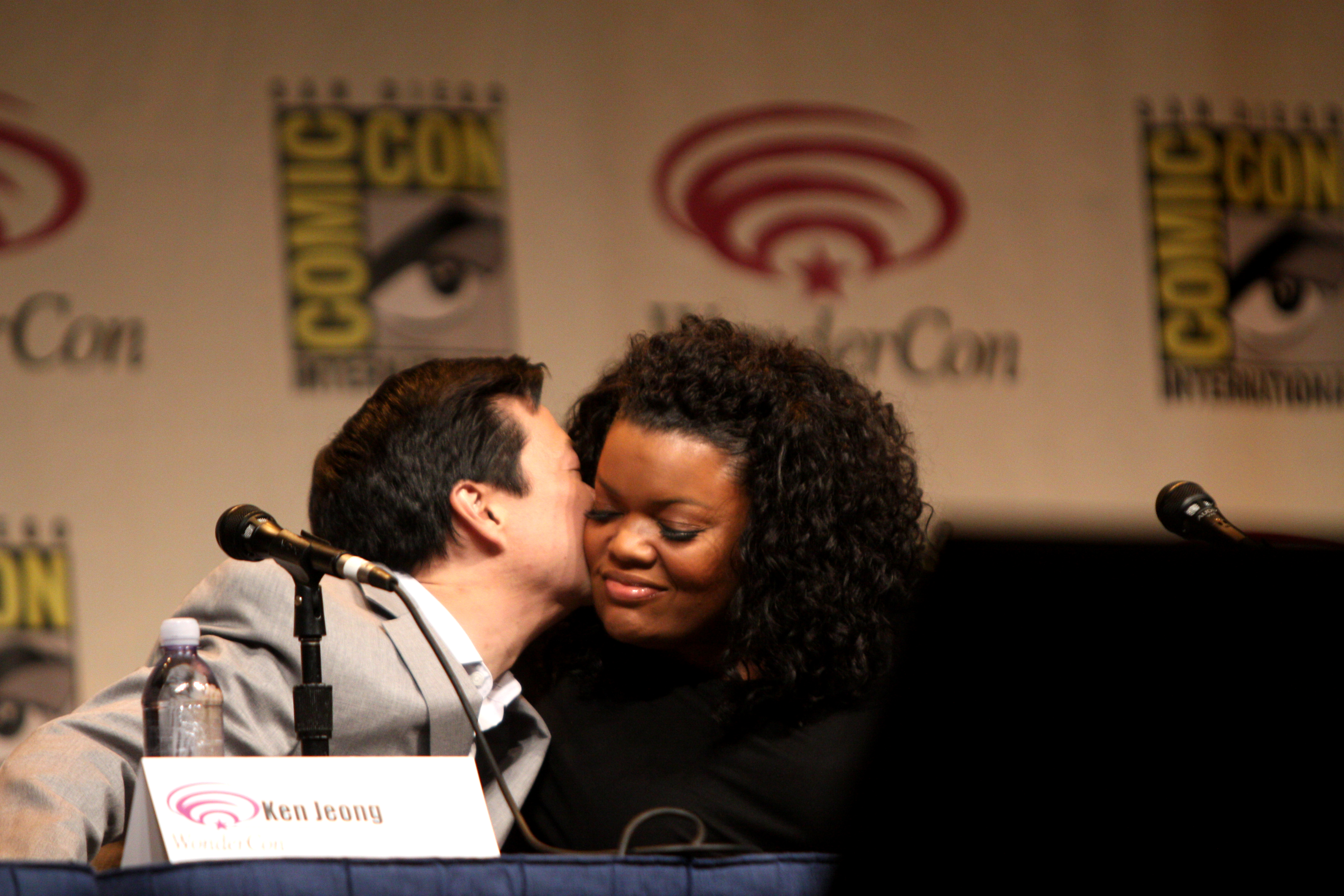
Іветт Ніколь Браун та Кен Джонґ

### Саундтрек
Музика, що звучить у першому сезоні серіалу, під назвою «Спільнота (музика із оригінального телесеріалу)» була випущена 21 вересня 2010 року на студії «Madison Gate Records». Список композицій включає в себе головну тему «At Least It Was Here» групи The 88, оригінальні пісні та фонову музику, створено спеціально для серіалу, і декілька композицій, виконаних героями серіалу, що представляють собою суміш оригінальних музичних творів.
Список композицій
| «Спільнота» (музика із оригінального серіалу)" | «Спільнота» (музика із оригінального серіалу)"                   | «Спільнота» (музика із оригінального серіалу)" | «Спільнота» (музика із оригінального серіалу)" |
| №                                              | Назва                                                            | Виконавець                                     | Тривалість                                     |
| ---------------------------------------------- | ---------------------------------------------------------------- | ---------------------------------------------- | ---------------------------------------------- |
| 1                                              | «At Least It Was Here (головна тема „Спільноти“)»                | The 88                                         | 0:35                                           |
| 2                                              | «101 Rap»                                                        | Дональд Ґловер и Денні Пуді                    | 0:35                                           |
| 3                                              | «Getting Rid of Britta»                                          | Чеві Чейз, Ерік Олсен і Том Вулф               | 2:15                                           |
| 4                                              | «Pierce You Are a B»                                             | Ерік Олсен, Том Вулф і Жак Слейд               | 2:21                                           |
| 5                                              | «Pierce Raps»                                                    | Жак Слейд                                      | 0:36                                           |
| 6                                              | «Night Cap»                                                      | Жак Слейд                                      | 2:10                                           |
| 7                                              | «The Way It Is»                                                  | Чеві Чейз                                      | 0:59                                           |
| 8                                              | «Community Medley»                                               | Людвіґ Ґорансон                                | 4:37                                           |
| 9                                              | «Somewhere Out There»                                            | Дональд Гловер і Денні Пуді                    | 2:09                                           |
| 10                                             | «I Never Die»                                                    | Жак Слейд                                      | 1:50                                           |
| 11                                             | «Sensitive Night»                                                | Іветт Ніколь Браун                             | 2:09                                           |
| 12                                             | «Party Where Your Heart Is»                                      | Тревор Армстронг                               | 1:50                                           |
| 13                                             | «Annie's Song»                                                   | Ерік Олсен                                     | 1:01                                           |
| 14                                             | «Episode 119 Medley»                                             | Людвіґ Ґорансон                                | 1:37                                           |
| 15                                             | «Come, Take a Trip in My Air-Ship»                               | Чеві Чейз, Денні Пуді і Джоель МакХейл         | 3:43                                           |
| 16                                             | «Some Worries»                                                   | Чеві Чейз, Ерік Олсен і Том Вулф               | 0:46                                           |
| 17                                             | «If I Die Before You»                                            | Людвіґ Ґорансон                                | 2:49                                           |
| 18                                             | «At Least It Was Here (Головна тема „Спільноти“)» (повна версія) | The 88                                         | 2:50                                           |

Інші композиції
Пісні, що прозвучали в шоу, які не були включені в саундтрек можна знайти на офіційному сайті композитора Людвіґа Ґорансона.
| № | Назва                                         | Автор           | Епізоди                                         | Тривалість |
| - | --------------------------------------------- | --------------- | ----------------------------------------------- | ---------- |
| 1 | «Running Through Raining» (Енні повертається) | Людвіґ Ґорансон | 212                                             | 1:55       |
| 2 | «Greendale is Where I Belong»                 | Людвіґ Ґорансон | 125,210, 217, 308, 309, 314, 320, 322, 405, 413 | 1:34       |